# Совка зонтичная
Совка зонтичная (лат. Dasypolia templi) — вид ночных бабочек рода Dasypolia из семейства совок. Вид был впервые описан Карлом Питером Тунбергом в 1792 году.

## Описание
Длина переднего крыла 18-23 мм. Размах крыльев 40-56 мм. Тело густо опушенное. Усики у самцов гребенчатые. Передние крылья оливково-бурого цвета со светлым овальным пятном и тёмными зубчатыми поперечными линиями. Задние крылья светло-коричневого цвета с размытой поперечной линией. Гусеница буровато-розового цвета с коричневым щитком на переднегруди и точками чёрного цвета на сегментах тела.

## Ареал
Распространение вида охватывает территорию Европы, Кавказа, Малой и Средней Азии. На большей части своего ареала, за исключением Северной Европы, обычно вид обитает в горах. Глобальный ареал этого вида дизъюнктивный (разорванный). Наиболее многочисленные популяции обитают в горах Азии. В Северной Европе вид встречается редко и спорадически.

## Биология
Бабочки встречаются в конце сентября — середине октября. Предпочитают мезофитные и сырые луга, иногда также после зимовки в мае — начале июня прилетает на искусственные источники света. Гусеницы живут в стеблях и корневищах дудника (Angelica), и борщевика (Heracletim). Стадия гусеницы в мае-августе. Зимует взрослая бабочка или яйцо.